# Sphecodes illinoensis
Sphecodes illinoensis är en biart som först beskrevs av Robertson 1903.  Sphecodes illinoensis ingår i släktet blodbin, och familjen vägbin. Inga underarter finns listade i Catalogue of Life.